# Carl Pontus Gahn
Carl Pontus Gahn, adlad Gahn af Colquhoun, född den 1 mars 1759 i Falun, död den 9 maj 1825 i Stockholm, var en svensk militär och politiker. Han var bror till Johan Gottlieb och Henrik Gahn den äldre.
Efter att ha blivit löjtnant vid Savolax regemente gjorde han krigstjänst i Frankrike, Holland och Preussen. Utnämnd till major 1787  bevistade han Gustav III:s ryska krig 1788–1790 och Finska kriget 1808–1809. 
År 1813 utnämndes Gahn till chef för Dalregementet, 1814 till generalmajor, 1820 till chef för Andra infanteribrigaden och 1824 till ordförande i Krigshovrätten. 
Gahn användes 1809 av Georg Adlersparre i Dalarna för att övervaka befarade kontrarevolutionära stämplingar där samt för att genom emissarier, ströskrifter och dylikt till Norge befordra dess väntade anslutning till Sverige. 
År 1814 anförde Gahn den svenska truppstyrka, som under kriget med Norge blev tillbakaslagen i sammandrabbningarna vid Lier och Matrand av en norsk kår under överstelöjtnant Andreas Samuel Krebs. 1809 blev Gahn adlad och antog namnet Gahn af Colquhoun. Han slöt själv sin adliga ätt.